# 瑪莉卡·佛如西斯科
瑪莉卡·佛如西斯科·卡倫達里歐（義大利語：Marika Fruscio Calendario，1979年1月3日—），義大利女成人模特兒、電視主持和主播。較著名的是擁有火辣身材和一對37G罩杯的傲人巨乳，並於2010年時，在談話節目上走光而引起話題。

## 生平
佛如西斯科出生於米蘭。她主要都在義大利電視頻道Odeon 24擔任主持和主播，擁有傲人身材的她還常會擔任雜誌模特兒。2010年，佛如西斯科在電視播報足球比賽時不慎使胸前的乳頭走光，而引起大眾目光和話題。2011年，她親自為意大利雜誌《Men Magazine》拍攝了裸照。
至今，佛如西斯科的Instagram已超過68萬人追蹤。

## 外部連結
- 瑪莉卡·佛如西斯科的X（前Twitter）
- 瑪莉卡·佛如西斯科的Instagram帳戶